# Командирство Чженьфань

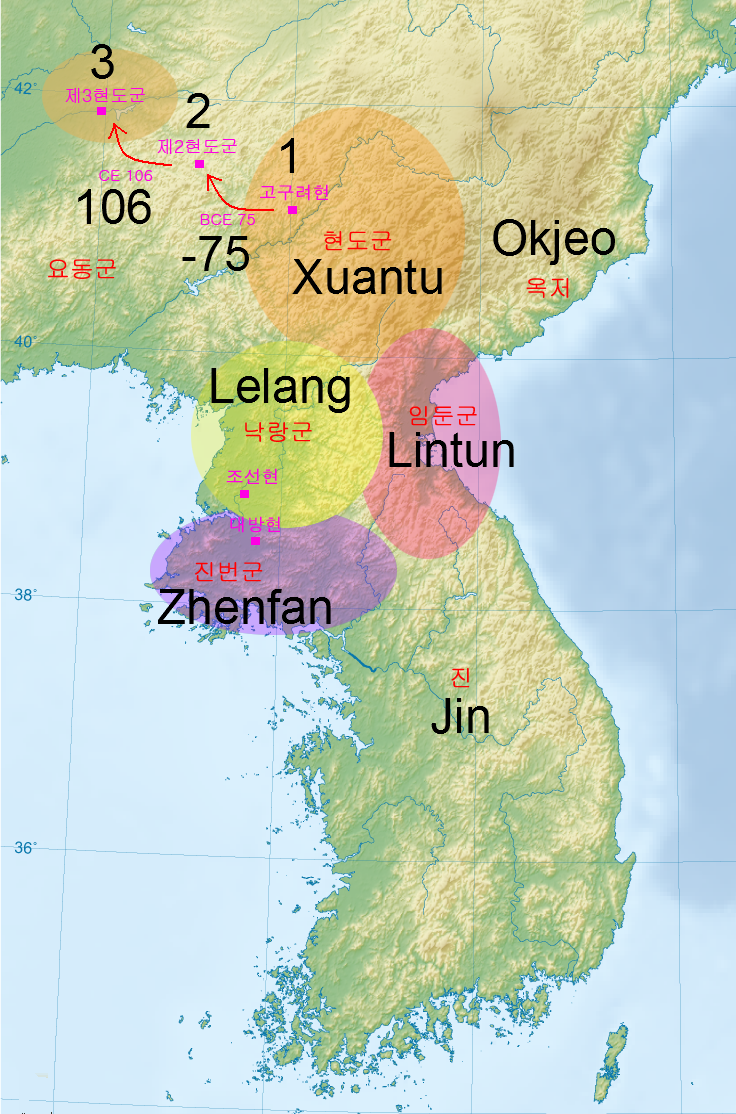
Чотири командування Хань і Цзінь в 106 р. до н. е. Чженьфань на цій карті показане фіолетовим кольором.

Командирство Чженьфань (кор.: 진번군; ханча: 真 番 郡) — одне із чотирьох командирств, які були створені на півночі Корейського півострова китайською династією Хань між 108 і 82 роками до н. е.

## Історія
У 108 р до н. е. при Ючжоу династією Хань було засновано командирство Чженьфань. Згідно Маоліншу (茂陵 書), складеним при династії Хань, командування Чженьфань складалося з п'ятнадцяти округів і управлялося з округу Са (ханча: 霅), який знаходився в 3000 км від Чанань. Його територіальна юрисдикція неясна. У 82 р до н. е. командування Чженьфань було скасовано.

## Полеміка
Існують дві теорії про місцезнаходження Чженьфаньского командування. За однією з версій, воно розташовувалось на півночі Корейського півострова, а з іншої — південніше. В академічній спільноті перевага віддається південній теорії. Проте, є і деякі види, що Чженьфань Командери був в провінції Кьонсан, провінції Чхунчхон або в південній частині Кореї, яка включає в провінції Кьонсан і Чолладо.

## Ревізіонізм
У північнокорейській академічній спільноті та частково південнокорейській академічній спільноті заперечується той факт, що принаймні частина Корейського півострова була анексована династією Хань. Вони стверджують, що чотири командира Хань фактично перебували за межами Корейського півострова. Вони вважають, що чотири командира перебували в командуванні Ляодун. Відповідно до цієї теорії, розташування командувача Чженьфань майже таке ж, як і в східній частині Ляодунского командування. Ці погляди не приймаються академічною спільнотою в США, Китаї і Японії.